# Bénéfice (Moyen Âge)
Pour les articles homonymes, voir Bénéfice (homonymie).
Bénéfice, du latin beneficum, bienfait. Ce mot fut mis en usage, après l'établissement des Barbares dans l'empire romain, par les rois goths et lombards. Il s'appliquait aux terres que ces princes donnaient en récompenses à ceux de leurs leudes qui s'étaient distingués, qui avaient bien fait la guerre. Les possesseurs des bénéfices devaient en échange le service militaire et une redevance en argent ou en nature. Les bénéfices, d'abord amovibles, devinrent ensuite, pour la plupart viagers. À l'époque carolingienne, les bénéfices et honores (charges publiques) sont déjà, la plupart du temps, héréditaires (le Capitulaire de Quierzy n'est qu'une mise à l'écrit des pratiques de l'aristocratie carolingienne).
Au IXe siècle, le nom de bénéfice avait fait place à celui de fief. Quand les bénéfices militaires eurent cessé d'exister, le nom de bénéfice s'appliqua encore aux fonds de terre et aux revenus affectés à certaines charges ou dignités ecclésiastiques (bénéfices ecclésiastiques), et ces sortes de bénéfices se sont conservés en France jusqu'à la Révolution française.

## Source
Marie-Nicolas Bouillet, Dictionnaire universel d'histoire et de géographie…, ouvrage revu et continué par A. Chassang (26e édition), Paris, Hachette, 1878, p. 209.
1. ↑  Marie-Céline Isaïa, Histoire des Carolingiens (VIIIè-Xè siècle), Points, février 2014, 442 p. (ISBN 978-2-7578-3959-1), pp. 334 à 337

Cet article comprend des extraits du Dictionnaire Bouillet. Il est possible de supprimer cette indication, si le texte reflète le savoir actuel sur ce thème, si les sources sont citées, s'il satisfait aux exigences linguistiques actuelles et s'il ne contient pas de propos qui vont à l'encontre des règles de neutralité de Wikipédia.